# Spirito Santo nel Nuovo Testamento

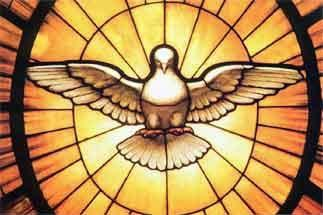
Lo Spirito Santo rappresentato come colomba da Gian Lorenzo Bernini nella vetrata sopra la cattedra petri nella Basilica di San Pietro in Vaticano

Sebbene la piena rivelazione dello Spirito Santo si abbia successivamente alla Resurrezione di Cristo, esso è presente anche nell'Antico Testamento.

## Differenze tra i Vangeli sinottici e quello di Giovanni
Nei Vangeli sinottici la figura dello Spirito Santo sembra rimanere sullo sfondo della figura di Cristo. Probabilmente gli evangelisti dovettero elaborare un primo concetto teologico di Spirito Santo a seguito dell'esperienza della Resurrezione, ma nell'elaborare i Vangeli si volle evitare che la figura di Cristo potesse essere in qualche modo confusa con i profeti ispirati dell'Antico Testamento. In modo differente è configurata la figura del Cristo post-pasquale, descritta come «Signore dello Spirito Santo».
Nel Vangelo di Giovanni lo Spirito è presentato più chiaramente come persona distinta, una sorta di «consolatore» che Cristo stesso promette ai suoi discepoli dopo la sua Ascensione al Cielo in attesa del suo ritorno alla fine dei tempi.

## Concepimento di Gesù

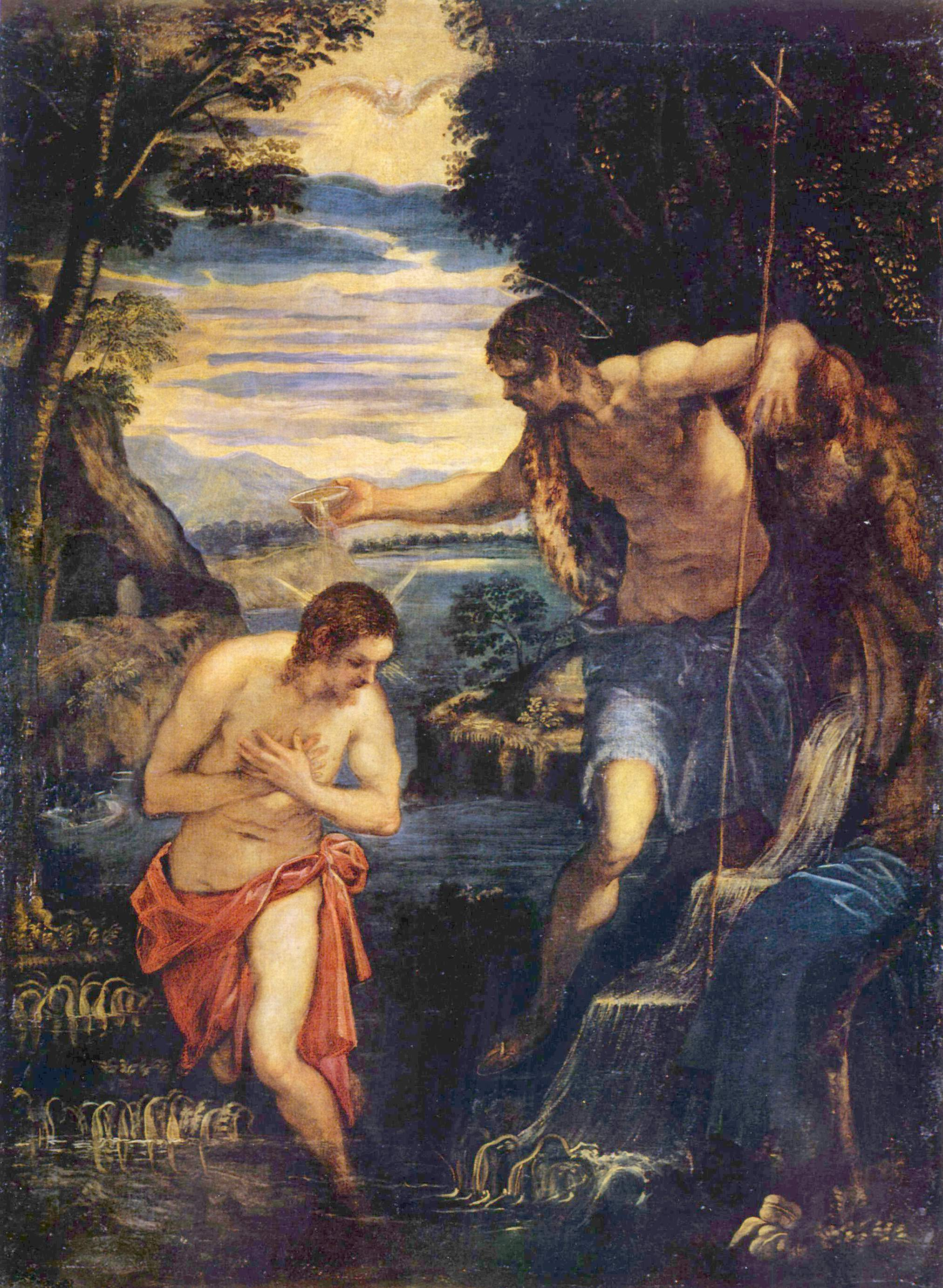
Jacopo Tintoretto: Battesimo di Gesù

Nei racconti dell'Annunciazione dell'angelo a Maria riportati nei vangeli, il concepimento di Gesù è descritto come opera dello Spirito Santo (Matteo 1,18 e Luca 1,34-35).
Per mezzo dello Spirito Santo, la cugina Elisabetta (Luca 1,41-43)  e Simeone (Luca 2,25-32) riconoscono in Gesù il Messia.

## Battesimo di Gesù
All'inizio del ministero di Gesù, avviene il battesimo di Gesù nel fiume Giordano per opera di Giovanni Battista.
In tutti e quattro i vangeli viene riportato che in tale occasione lo Spirito Santo appare sotto forma di colomba (Matteo 3,13-17, Marco 1,9-11, Luca 3,21-22 e Giovanni1:31-33).

## Nella predicazione di Gesù
Nel Vangelo secondo Luca 4,14-21 viene riportata una delle prime predicazioni di Gesù nella sinagoga di Nazaret. Egli dà spiegazione di un passo del profeta Isaia sullo Spirito Santo attribuendo tale profezia a sé stesso:

## Nelle azioni di Gesù
Secondo i vangeli di Matteo e di Marco, lo Spirito Santo si manifesta in Gesù mediante le guarigioni e le liberazioni da possessioni diaboliche. Ad esempio: (Matteo 12,15-21, Matteo 12,28, Marco 3,22-30).

## Promessa dello Spirito

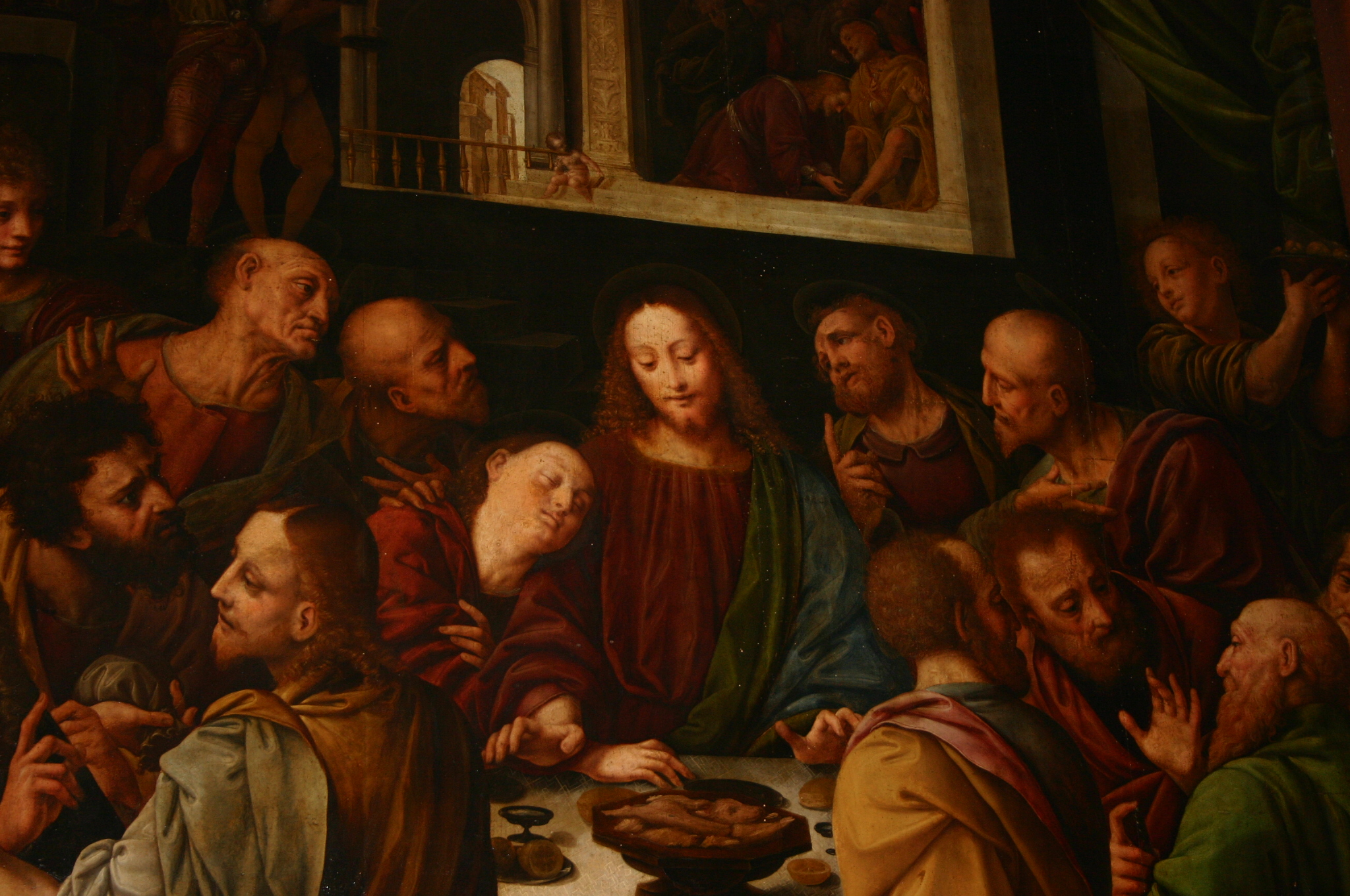
Bernardino Lanino, Ultima cena

Nel Vangelo di Giovanni è riportata la promessa fatta da Gesù ai suoi discepoli del dono dello Spirito Santo (Vangelo di Giovanni 7,37-39).
Tale promessa fu fatta durante il rito dell'acqua durante la festa ebraica delle capanne. Il rito dell'acqua ricorda lo zampillo d'acqua uscito dalla roccia per intercessione di Mosè. L'evangelista spiega che la nuova acqua è lo Spirito che Gesù donerà quando avverrà la sua resurrezione.
Durante il lungo discorso di addio riportato dal Vangelo di Giovanni (Gv 13,31-17,26) Gesù promette nuovamente di mandare lo Spirito Santo e ne spiega i doni che i discepoli ne otterranno (Gv 14,16-17, Gv 14,26, Gv 15,26 e Gv 15,7).
Anche Luca riporta la promessa di Gesù di mandare lo Spirito Santo dopo la sua resurrezione (Lc 24,49).

## Morte di Gesù
La morte di Gesù è descritta in tutti e quattro i vangeli come spirare, consegnare lo spirito (Matteo 27,50, Marco 15,37, Luca 23,46 e Giovanni 19,30). Queste espressioni non erano comuni nel linguaggio del tempo. Gli esegeti mettono in parallelo questo fatto con il soffio con cui Dio creò Adamo (Genesi 2,7), interpretando così la morte di Gesù come una nuova creazione dell'umanità.

## Pentecoste

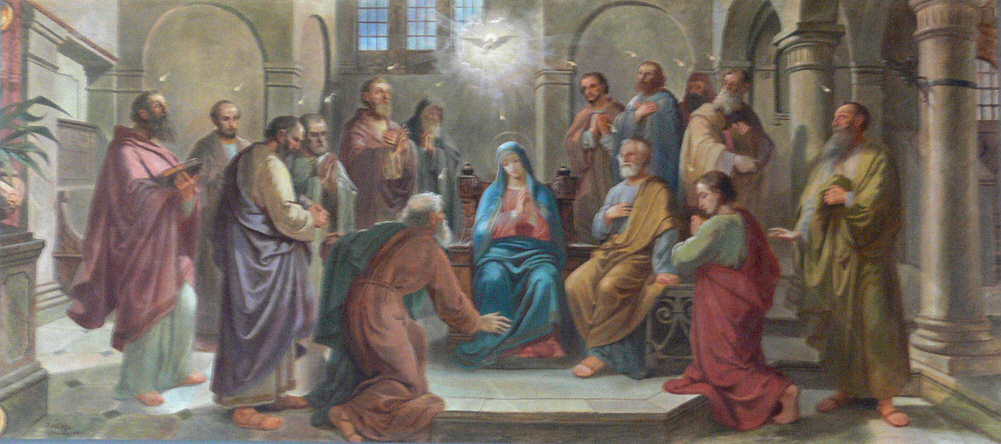
Pentecoste

Negli Atti degli Apostoli 2,1-11 si ha la narrazione della piena manifestazione dello Spirito Santo nell'episodio della Pentecoste. Gli apostoli e Maria erano riuniti, quando lo Spirito Santo appare come lingue di fuoco che si dividevano e si posarono su ciascuno di loro. Gli apostoli poterono quindi predicare il vangelo in lingue che non conoscevano.
Negli Atti degli Apostoli sono raccontati inoltre gli avvenimenti secondo i quali i discepoli di Gesù avrebbero ricevuto lo Spirito e attraverso esso avrebbero compiuto gesti, pronunciato parole ed operato miracoli in nome di Cristo.